# بوزومارجو
بلدية بوزومارجو (بالإسبانية: Pozoamargo)‏، هي إحدى بلديات مقاطعة قونكة إحدى مقاطعات إسبانيا، و التي تقع في منطقة قشتالة لا منتشا وسط البلاد، و المائلة لجهة الشرق من إسبانيا.
يبلغ عدد سكانها 386 نسمة وفقاً لإحصائية سنة (2007).